# 정경미 (희극인)
정경미(1980년 9월 3일~)는 대한민국의 개그우먼 및 가수이다.

## 생애
정경미는 부산에서 태어났으며, 영도초등학교, 영도중학교, 영도여자고등학교를 졸업했다.
국민대학교 연극영화과를 졸업하였으며 KBS 20기 공채 개그우먼으로, 2005년 개그콘서트 문화살롱 코너를 통해 신고은과 함께 데뷔하였다. 2007년에는 디지털 싱글 앨범 《Misty Rain》을 솔로데뷔했다. KBS 20기 공채 개그맨 윤형빈과 교제해 화제를 모으고 있다. 개그맨 윤형빈이 개그콘서트의 봉숭아 학당에서 왕비호 역할로 나오면서 항상 마지막 엔딩부분에서 '국민 요정 정경미 Forever'라는 말을 해 화제가 되었다.이로 인해 국민요정이라는 별명으로 알려지게 되었다. 2013년에는 희극여배우들의 폐지이후 더 이상 개콘에 출연하지 않고 있다.
2013년 2월 22일에는 윤형빈과 결혼하였으며 결혼식 주례는 이경규가 했었다.
행복이 가득한 ‘풀하우스’를 만들어서 집안이 ‘힐링’할 수 있는 ‘캠프’를 만들고 ‘붕어빵’ 같은 아이들을 낳아 ‘남자의 자격’을 갖추게 해 이 사회에 이바지 하는 인물이 되어야지 ‘화성인’이 되어선 안 된다.— 이경규의 주례사 중 일부

2014년 2월 11일에는 임신 소식이 전해졌고 같은 해 9월 14일 튼튼이(태명)라는 3.44 kg의 건강한 아들을 낳았다. 원래 예정일은 23일이었지만 이른 진통에 병원을 찾았고, 남편과 가족들도 아이의 탄생을 함께 축하했다는 전언이다. 소속사 측은 "현재 산모와 아이 모두 건강하고 남편 윤형빈도 굉장히 기뻐하고 있다"고 전해졌다.

## 학력
- 영도초등학교(졸업)
- 영도중학교(졸업)
- 영도여자고등학교(졸업)
- 국민대학교 연극영화학과(졸업)

## 연기 활동

### 예능
- 《개그콘서트》(KBS2)

<봉숭아 학당> - 터질라
〈널빤지 연구소〉
〈빠숑리더〉진행자 역
〈토이 스토리〉
〈9시쯤 뉴스〉
〈드라이 클리닝〉
〈춤추는 마네킹〉
〈분장실 강선생님〉
〈내 이름은 안상순〉
〈불편한 진실〉
〈어제 온 관객 오늘 또 왔네〉
〈풀하우스〉
〈문화살롱〉
〈희극 여배우들〉-노처녀→진행자
〈아빠와 아들〉
- 《폭소클럽2》(KBS2)
- 《박나림의 하늘빛향기》(CNTV, 2008년)
- 《남자의 자격 - 죽기 전에 해야 할 101가지》(KBS2, 2013년, 단역)
- 《슈퍼맨이 돌아왔다》(KBS2, 단역)
- 《위기탈출 넘버원》(KBS2, 게스트)
- 《아는 형님》(JTBC)

### 라디오
- 《이상화, 정경미의 해피타임》(경기방송, 진행)
- 《박준형, 정경미의 2시만세》(MBC 표준FM, 진행)

### 공연
- 《개그뮤지컬 우리는 개그맨이다》(2009년)
- 《드립걸스》(2013년)

### 드라마
- 2012년 KBS2 《넝쿨째 굴러온 당신》 - 윤빈의 팬 역 (특별출연)
- 2012년 tvN 《응답하라 1997》 -  (특별출연)

### 영화
- 《사랑이 무서워》 (2011년) - 쇼호스트 2 역

### 유행어
- 코피 퐈~ 퐈~(봉숭아학당)
- 우유 좋아 우유 좋아 이히히히히히(토이스토리)
- 아들 아니야!(풀하우스)
- 너희들 자꾸 이러면 이놈 아저씨 부를 거야!(풀하우스)
- 안 되겠다 이놈 아저씨~~!!(풀하우스)
- 올라가서 공부해!!(풀하우스)
- 왜 그래? 승훈아~(풀하우스)
- 저는 더 이상 요정이 아닙니다! 유부녀도 아닙니다! (희극 여배우들)

### 음반
- 미스티레인(Misty Rain) 2007년 디지털 싱글 앨범

### CF
- 롯데제과 죠크박
- 클립 싱크대 물막이

## 홍보대사
- 2013년 서울베이비페어 홍보대사
- 2013년 유방암 의식 향상 캠페인 홍보대사

## 수상 경력
- 2009년 KBS 연예대상 코미디 부문 최우수코너상
- 2011년 KBS 연예대상 코미디 부문 여자 최우수상
- 2011년 제19회 대한민국 문화연예대상 개그우수상
- 2014년 MBC 방송연예대상 라디오 우수상
- 2017년 MBC 방송연예대상 라디오 부분 최우수상 《박준형, 정경미의 2시만세》

## 가족 관계
- 배우자: 윤형빈(1980년 1월 3일~)
  - 아들: 윤준(2014년 9월 14일~)
  - 딸: 윤진(2020년 12월 28일~)

## 같이 보기
- 윤형빈
- 강유미
- 김경아 (희극인)
- 안영미 (희극인)
- 신봉선
- 박지선
- 오나미
- 신보라
- 박슬기
- 박칼린
- 선우 (배우)
- 배다해